# Myrmozercon cyrusi
Myrmozercon cyrusi  (лат.) — вид мирмекофильных клещей семейства Laelapidae из отряда Mesostigmata (Dermanyssoidea, Dermanyssina). Западная Азия: северо-восточный Иран, Kenevist Rural District, Central District, округ Mashhad County, провинции Хорасан-Резави. Длина тела 522—534 мкм. Спинной щит длиной 488—500 и шириной 420—436 мкм. От других видов рода отличается очень коротким перитремом, отсутствием щетинок на тазиках, единственной вентральной сетой на вертлугах пальп. II и III пары ног короткие (258—268 мкм, 268—272), I и IV длиннее (288—298).
Ассоциирован с муравьями рода Monomorium (Hymenoptera). Вид назван в честь первого персидского царя Кира II Великого (Kuruš; др.-перс.  — Куруш, правившего в 559 — 530 годах до н. э.), известного как «отец иранской нации»
.